# (1827) Atkinson
(1827) Atkinson ist ein Asteroid des Hauptgürtels, der am 7. September 1926 im Rahmen des Indiana Asteroid Program (IAP) am Goethe-Link-Observatorium entdeckt wurde.
Der Asteroid wurde nach dem britischen Astronomen, Physiker und Erfinder Robert d’Escourt Atkinson benannt.